# Главен готвач
Главен готвач е ръководител на екип, приготвящ храни в заведения за обществено хранене, военни поделения, кораби, нефтени платформи и др.
Отговаря за технологичната обработка на хранителните продукти на всички ястия, които се издават от кухненския блок, съблюдава за годността, прави органолептичен анализ на ястията и т.н. Той изготвя менюто и предоставя на персонала всички рецепти, които се ползват в кухнята.
Главният готвач прави организацията и разпределя задълженията между персонала. Той е материално отговорно лице пред ревизори и носи отговорност за хигиената при производство и съхранение на хранителната продукция пред ХЕИ.